# Ol Doinyo Lengai
Ol Doinyo Lengai is een 2960 m hoge vulkaan in Tanzania, gelegen in de Grote Rift-vallei in Oost-Afrika.
De vulkaan is uniek ten opzichte van andere in die zin dat de lava die de vulkaan uitstoot een hoog gehalte aan natrium- en kaliumcarbonaten bevat. Daardoor is de temperatuur van de lava ook lager dan bij andere vulkanen, zo'n 500-600 graden Celsius (elders veelal 800-900 °C), lijkt deze in zonlicht een zwarte kleur te hebben in plaats van een rode en is zij minder viskeus (anders gezegd: vloeibaarder) dan lava met veel silicaten.
Het stollingsgesteente wordt carbonatiet genoemd. Nadat de lava gestold is, blijft deze niet zwart, maar kleurt ze grijs. Het lavagesteente verweert sneller dan bij andere vulkanen.
Recente uitbarstingen vonden plaats in 1917, 1926, 1940, 1954, 1955, 1958, 1966, 2007, 2008, 2010, 2013 en 2019.

## Naamgeving
"Ol Doinyo Lengai" betekent "Berg van God" in de taal van de Masai.

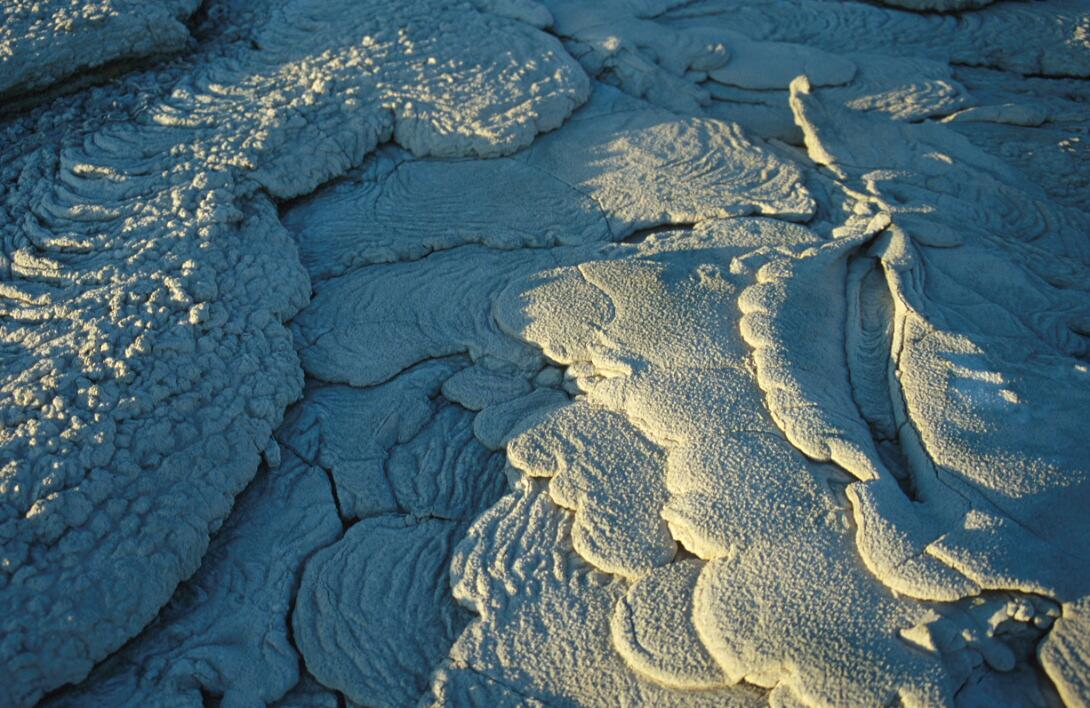
Gestolde lava in de krater van de Ol Doinyo Lengai

## Media
Op de top van deze vulkaan zijn filmopnames geweest voor de film "Lara Croft Tomb Raider: The Cradle of Life". Hierin is te zien hoe ze tussen de rokende "mini" caldera's heen lopen op zoek naar de cradle of life.